# Eleni-Klaudia Polak
Eleni-Klaudia Polak (gr. Ελένη-Κλαούντια Πόλακ; ur. 9 września 1996) – grecka lekkoatletka specjalizująca się w skoku o tyczce.
Dwukrotnie reprezentowała swój kraj na igrzyskach olimpijskich: w 2021 w Tokio, w których zajęła 19. miejsce w eliminacjach oraz w 2024 w Paryżu, gdzie po eliminacjach, których nie przebrnęła, została zdyskwalifikowana za naruszenie przepisów antydopingowych. Startowała w mistrzostwach świata 2022 w Eugene, w mistrzostwach Europy (2018, 2022) oraz w halowych mistrzostwach Europy (2019, 2021). Reprezentowała Grecję podczas drużynowych mistrzostw Europy oraz mistrzostw krajów bałkańskich. W 2017 roku startowała w młodzieżowych mistrzostwach Europy w Bydgoszczy, w których zajęła 11. miejsce. Podczas igrzysk olimpijskich w Paryżu 
Dwukrotna mistrzyni Grecji oraz pięciokrotna halowa mistrzyni Grecji w skoku o tyczce.
Rekordy życiowe w skoku o tyczce: stadion – 4,70 (18 lipca 2020, Ateny); hala – 4,71 (13 lutego 2021, Pireus).
Jest córką Polaka i Lankijki.

## Rezultaty
| Rok  | Impreza                               | Miejsce     | Pozycja           | Wynik |
| ---- | ------------------------------------- | ----------- | ----------------- | ----- |
| 2017 | Młodzieżowe mistrzostwa Europy        | Bydgoszcz   | 11. miejsce       | 4,20  |
| 2018 | Halowe mistrzostwa krajów bałkańskich | Stambuł     | 2. miejsce        | 4,30  |
| 2018 | Mistrzostwa Europy                    | Berlin      | –                 | NM    |
| 2019 | Halowe mistrzostwa krajów bałkańskich | Stambuł     | 1. miejsce        | 4,40  |
| 2019 | Halowe mistrzostwa Europy             | Glasgow     | el. – 12. miejsce | 4,50  |
| 2019 | Mistrzostwa krajów bałkańskich        | Prawec      | 2. miejsce        | 4,28  |
| 2021 | Halowe mistrzostwa Europy             | Toruń       | 5. miejsce        | 4,65  |
| 2021 | I liga drużynowych mistrzostw Europy  | Kluż-Napoka | 2. miejsce        | 4,60  |
| 2021 | Igrzyska olimpijskie                  | Tokio       | el. – 19. miejsce | 4,40  |
| 2022 | Halowe mistrzostwa krajów bałkańskich | Stambuł     | 1. miejsce        | 4,35  |
| 2022 | Mistrzostwa krajów bałkańskich        | Krajowa     | 2. miejsce        | 4,50  |
| 2022 | Mistrzostwa świata                    | Eugene      | el. – 22. miejsce | 4,35  |
| 2022 | Mistrzostwa Europy                    | Monachium   | el. – 17. miejsce | 4,40  |
| 2023 | Mistrzostwa świata                    | Budapeszt   | el. – 28. miejsce | 4,35  |
| 2024 | Mistrzostwa Europy                    | Rzym        | el. – 16. miejsce | 4,40  |
| 2024 | Igrzyska olimpijskie                  | Paryż       | el. –             | DQ    |